# 4枚掛け攻略法
4枚掛け攻略法（よんまいがけこうりゃくほう）とは、パチスロ機「コンチネンタル」シリーズ（コンチネンタルI・コンチネンタルIII）の裏モノ（しかしメーカー自身も裏モノに関わっていた）に通用したセット打法である。

## 手順
- コインを3枚投入し、レバーを叩く。
- すぐ、もう1枚コインを投入して順押しで消化する。
- 大当たりするまで毎回実行する。

## 背景
『コンチネンタルI』のプログラムには、通常のパチスロ機ならあり得ない「4枚目のコイン投入信号」を感知すると強制的にボーナスフラグが成立するというプログラムが組み込まれており、メーカー（瑞穂製作所、当時のユニバーサル販売系列）では、ランダムに4枚目のコイン投入信号を発生させる機能を持った「CS-90」と呼ばれたコインセレクターとこのプログラムを組み合わせることで、保安通信協会（保通協）の審査段階では確認できないボーナスの連荘を生み出すことを狙っていた。
ところがCS-90は設計に問題があり、あるタイミングでコインを投入すると、本来なら通過するはずの無い4枚目のコインがセレクタを通過し、その結果セレクタが投入信号を発する（すなわちその瞬間にボーナスが確定する）という現象が発生した。このことが口コミで広がり、たちまち全国的にこの攻略法が広まったため、多数のパチンコホールで大量のメダルを抜かれるといった事態が発生し、メーカー側は急遽コインセレクターを（4枚目のコイン投入信号を発生しない）別種のものに交換するといった対策に追われることとなった。
この攻略法は『パチスロ必勝ガイド』（白夜書房、当時はまだアダルト雑誌の別冊扱い）等のパチスロ情報誌でも大きく取り上げられたが、雑誌に掲載されるころには既にコインセレクターを交換済み、もしくはホール側で遊技禁止・シマ封鎖などの措置を取っていたところが大半で、実際にこの攻略法を試せた人間はそれほど多くなかったと言われている。
ちなみに4枚目のコイン投入のタイミングはかなりシビアなものであったほか、セレクタによってタイミングや難易度に個体差もあったと言われ、後に（実際の営業には使用されていない中古台を用いて）本攻略法を試したレポートによれば決して容易な攻略法ではないことも明らかになっている。とはいえ、毎ゲーム試行のチャンスがあり、何十ゲームに一度成功するだけでも十分利益は得られるため、その破壊力は大きかった。
後にCS-90の設計にはメーカー自身も関わっていたとされたことから、前記の風適法違反などを理由として、『コンチネンタルI』は検定取り消しとなったほか、瑞穂製作所は3年間の遊技機販売禁止処分を受けることとなった。
また『コンチネンタルIII』（メーシー販売、やはりユニバーサル販売系列）も同様にCS-90との組み合わせで意図的なボーナスを発生させることが可能だったが、こちらは検定取り消しを免れ、コインセレクターの交換後長期にわたってホールの主力機種となった。